# 마이클 오비츠
마이클 오비츠(영어: Michael S. Ovitz)는 미국의 탤런트 에이전트이다.

## 월트 디즈니 컴퍼니
마이클 아이스너가 월트 디즈니 컴퍼니에서의 22년 장기 집권을 마치고 퇴임하였으며 마이클 오비츠를 영입해 CEO 자리를 넘겼다. 오비츠는 헐리우드 최대의 에이전시를 경영했던 인물이었다.
즉, 영화와 음악에 관계된 최대의 거물이었는데 오비츠는 연봉 2,360만 달러, 퇴직보상금 1억4천만 달러에 영입되었으나, 불과 1년 2개월만에 디즈니 사장직에서 물러나면서 천문학적인 퇴직금을 수령하였다.
이 때문에 회사의 주주들이 아이스너 회장과 회사의 이사들을 상대로 8년간에 걸친 소송을 진행하였다. 그러나 주주들은 패소하였다. 회사의 이사들이 개인적인 이익을 추구함이 없이 선의로 적절한 절차를 거쳐 내린 사업상의 결정은 나중에 그 결과 때문에 법률적 책임의 발생 원인이 될 수 없다는 "경영 판단의 원칙"이 그대로 적용된 것이다.
미국 델라웨어주 1심 법원은 2005년 8월 9일 디즈니의 이사회가 오비츠에 대한 처우를 결정함에 있어서 실책을 범하였음은 인정하였으나 그것이 법률적인 책임을 발생시킬 정도는 아니었다고 판결하였다.
법원은 "베스트 프랙티스"와 법원칙 사이에는 어느 정도의 간격이 있음을 지적하였다.